# Ганс Карл Мюллер
Ганс Карл Мю́ллер (нім. Hans Karl Müller; 19 липня 1892, Дрезден, Німецька імперія — 23 липня 1977, Сан-Антоніо, США) — німецький льотчик-ас, лейтенант Саксонської армії.

## Біографія
Вступив в авіацію з початком Першої світової війни, пройшов підготовку в 2-му запасному льотному дивізіоні. 3 січня 1915 року призначений в 3-й льотний дивізіон. 1 травня 1915 року був відправлений в 6-й армійський льотний парк, звідки його перевели в Гроссенгайн як інструктора. Прибувши 20 лютого 1916 року в 11-ту бомбардувальну ескадрилью, що входила до складу 2-ї винищувальної ескадрильї і дислокувалась на Верденській ділянці фронту, до квітня почав літати на монопланах Fokker. 28 липня 1916 року потрапив у бойове командування одномісних винищувачів «Авілле», а 21 серпня у званні віцефельдфебеля був одним із перших зарахований до новоствореної 5-ї винищувальної ескадрильї. Мюллер став першим великим асом цієї ескадрильї, попри його скромний (за мірками майбутнього) рахунок у дев'ять перемог, але 26 грудня 1916 року був збитий у бою та тяжко поранений у черевну порожнину. Він більше не брав участі в активних бойових діях, хоча й отримав офіцерське звання 14 січня 1917 року, але літав як випробувач у компанії Siemens-Schuckert.
Після війни Мюллер емігрував до Мексики, де відкрив льотну школу, що проіснувала до 1931 року, а потім переїхав в Техас.

## Нагороди
- Нагрудний знак пілота (31 грудня 1914)
- Залізний хрест 2-го і 1-го класу